# Männens förening för kvinnans politiska rösträtt
Männens förening för kvinnans politiska rösträtt (MFKPR) var en svensk förening, grundad 1911.
I samband med Den internationella rösträttskongressen i Stockholm (1911) bildades en förening för manliga sympatisörer för införandet av rösträtt för kvinnor, som fick namnet Männens förening för kvinnans politiska rösträtt (MFKPR). Den bildades av bland andra Karl Staaff och Carl Lindhagen. Ett flertal inflytelserika män var medlemmar i MFKPR. Bland dess medlemmar nämns Ernst Beckman, Knut Wicksell, Mauritz Hellberg och Henrik Petrini. 
MFKPR var en underavdelning av Landsföreningen för kvinnans politiska rösträtt (LKPR). Män fick inte vara medlemmar i LKPR, och frågans manliga sympatisörer blev därför medlemmar i MFKPR vilket, eftersom MFKPR var en del av LKPR, indirekt ändå gjorde dem medlemmar av LKPR. Föreningen deltog i en del aktiviteter gemensamt med LKPR, och de arrangerade möten och kampanjer tillsammans. 